# بي ويلكم
بي ويلكم هو خدمة الضيافة تديرها منظمة غير ربحية. يسمح الموقع الإلكتروني، bewelcome.org، للأعضاء المسجلين أن يستضيفوا بعضهم البعض في منازلهم أو الانضمام إلى أحداث ومناسبات ترفيهية وثقافية. على عكس العديد من خدمات الضيافة، بي ويلكم هو مثال على الاقتصاد مجاني. لا يوجد تبادل نقدي بين الأعضاء وليس هناك أي توقع من قبل المضيفين للحصول على مكافآت في المستقبل. مثل جميع خدمات الضيافة، بي ويكلم هو شكل من أشكال الإستهلاك التعاوني والمشاركة.